# Amy Arbus
Amy Arbus, née le 16 avril 1954 à New York, est une photographe et photojournaliste américaine. Elle est la fille d’Allan et Diane Arbus, la sœur de Doon Arbus, la nièce de Howard Nemerov et la cousine d’Alexander Nemerov. Elle enseigne le portrait photographique au Centre international de la photographie de New York.

## Biographie
En raison de la mort prématurée de sa mère, elle est très jeune laissée à elle-même. Dans les années 1970, elle trouve un emploi chez le jeune photographe de mode Jean Pagliuso (en). Au début des années 1980, elle tient sa propre rubrique « On the Street » dans l’hebdomadaire new-yorkais The Village Voice. Elle photographie notamment la chanteuse Madonna, alors inconnue, sur la place Saint-Marc à Venise en 1983. Elle publie plus tard des photographies de cette période dans son livre On The Street 1980–1990. Elle s’inscrit au Berklee College of Music de Boston pour étudier la flûte et le saxophone mais, selon ses propres dires, réalisant qu’elle ne serait pas parmi les musiciennes les plus talentueuses, elle se tourne vers la photographie. En 1992, elle participe à une master class avec Richard Avedon, ami de sa famille qui eut une influence significative sur son travail. Les œuvres d’Arbus ont été publiées dans de nombreux journaux et magazines, notamment The New Yorker, Vanity Fair, Rolling Stone, Architectural Digest (en) et The New York Times Magazine. Ses œuvres font partie des collections de la New York Public Library, du Museum of Modern Art et du Nationaltheatret de Norvège, entre autres.

## Ouvrages présentant les photographies d’Amy Arbus
- No Place Like Home, Garden City, État de New York, Doubleday, 1986, 127 p. (ISBN 9780385198554, lire en ligne),
- Inconvenience of Being Born, New York, Fotofolio, 1999, 64 p. (ISBN 9781881270355, OCLC 43879003, lire en ligne),
- A.M. Homes (photogr. Amy Arbus), On the Street : 1980-1990, New York, Welcome Books, 2006, 103 p. (ISBN 9781599620152, OCLC 65978538),
- The Fourth Wall (préf. John Shanley, photogr. Amy Arbus), New York, Welcome Books, 2008, 148 p. (ISBN 9781599620442, OCLC 166380134),
- Larry Fink (photogr. Amy Arbus), After Images, Atglen, Pennsylvanie, Schiffer Publishing Ltd, 2013, 63 p. (ISBN 9780764344558, OCLC 841940848),